# Tirà diademat negre
El tirà diademat negre (Ochthoeca nigrita) és un ocell de la família dels tirànids (Tyrannidae).

## Hàbitat i distribució
Habita la vegetació prop de corrents fluvials dels Andes de l'oest de Veneçuela.